# Jacopo Gråberg di Hemsö
Jacob Gråberg, meglio noto come Jacopo Gråberg di Hemsö (Hemse, 7 maggio 1776 – Firenze, 29 novembre 1847), è stato un geografo, diplomatico ed erudito svedese naturalizzato italiano.

## Biografia
Nato da Christian e da  Magdalena Tofftén, fu avviato dal padre a complessi studi comprendenti latino e greco, tedesco, francese e inglese per poi dedicarsi alle discipline fondamentali dell'erudizione: storia, geografia, matematica, logica, scienze naturali, architettura, meccanica, astronomia e scienze nautiche.
Sedicenne, nel 1792, si imbarcò come marinaio su un mercantile su cui navigò gran parte delle coste americane per poi giungere a Genova dove si arruolò nella Marina britannica. Dalla Corsica, dove la squadra navale britannica aveva preso poi sede, navigò per Algeri e Gibilterra e prese parte, nel 1794, alla battaglia che portò la Marina inglese a prendere la fortezza di Calvi, nel nord della Corsica, al tempo dell'occupazione britannica che strappò l'isola ai rivoluzionari francesi.

## Opere
- Annali di geografica e di statistica, 1802.
- Saggio istorico sugli scaldi antichi poeti scandinavi, 1811.
- (FR) Leçons élémentaires de cosmographie, de géographie et de statistique [Lezioni elementari di cosmografia, geografia e statistica], 1813.
- Su la falsità dell'origine scandinava data ai popoli detti barbari che distrussero l'Impero di Roma, Pisa, 1815.
- (SV) Nyaste underrättelser om inre Afrika [Ultime notizie sull'Africa interna], 1817.
- Ragionamento della statistica, 1818.
- (FR) Théorie de la statistique [Teoria della statistica], 1821.
- (FR) Observations grammaticales et philologiques sur les langues parlées dans le Mogh' ril-el-Aqssa [Osservazioni grammaticali e filologiche sulle lingue parlate nel Mogh 'ril-el-Aqssa], Uppsala, Regia società delle scienze.
- Specchio georgrafico, e statistico dell'impero di Marocco, Genova, Pellas, 1834. URL consultato il 25 luglio 2020.
- Notizia intorno alla famosa opera istorica d'Ibnu Khaldùn, 1834.
  - Riedizione: (EN) Account of the Great Historical Work of Ibnu Khaldùn, in Transactions of the Royal Asiatic Society of Great Britain and Ireland, The Royal Asiatic Society, 1834, DOI:10.1017/S0950473700001130.
- (SV) Italiensk språklära för svenskar [Insegnamento della lingua italiana per gli svedesi], 1843.